# Siedlung Halen

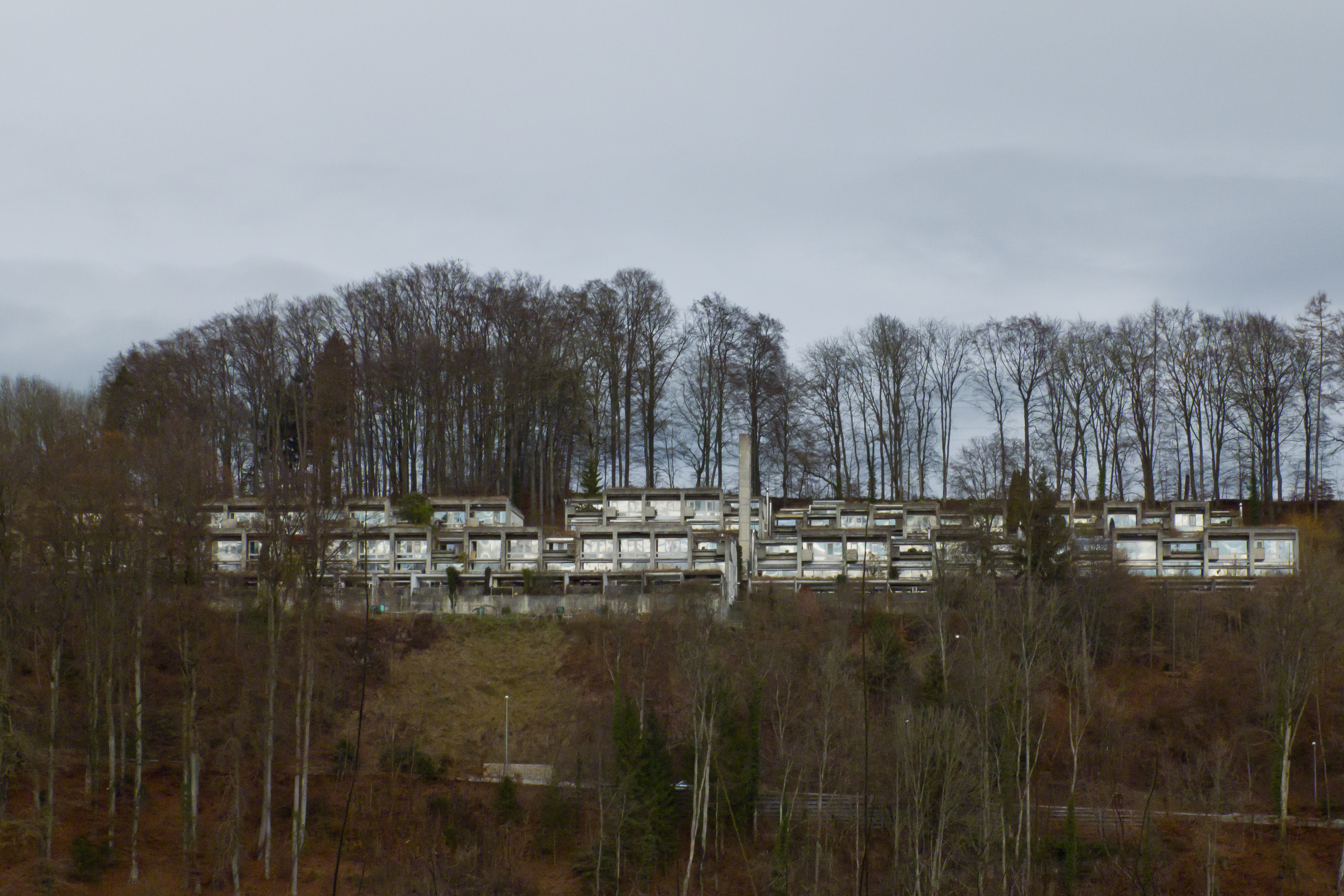
Halensiedlung im Dezember

Die Siedlung Halen (auch Halensiedlung) ist ein modernes Reihenhaus-Bauwerk in Herrenschwanden, Gemeinde Kirchlindach bei Bern (Schweiz). Sie wurde in den Jahren 1955 bis 1962 erstellt vom Architekturbüro Atelier 5 in einer Waldlichtung hoch über Aare und Halenbrücke. In wegweisend moderner Bauweise bildet die Halensiedlung mit 78 Wohneinheiten und 5 Ateliers, ergänzt mit Gemeinschaftsräumen und Anlagen, ein in sich geschlossenes Wohnquartier. Die Siedlung Halen ist ein Kulturgut von nationaler Bedeutung. In Bezug auf die Architektur mit dem Baumaterial Beton wird sie der Architekturströmung Brutalismus zugeschrieben, in Bezug auf die Siedlungsform (Konfiguration mit gleichen Gebäudeeinheiten) dem Strukturalismus.

## Entstehung
Am Anfang der Hochkonjunktur in den 1950er Jahren wuchs der Anspruch an Wohnraum in der Schweiz rasant. Auf grüner Wiese entstanden gesichtslose, stark im Traditionellen verhaftete Wohnviertel. Die Zersiedlung der Landschaft durch die vielen freistehenden Einfamilienhäuser mit grossem Flächenanspruch schien nicht aufzuhalten. Dieser Entwicklung setzten die fünf jungen Architekten des neuen Büros «Atelier 5» mit ihrem Projekt einen markanten Gegenpol. Ihre Arbeit bei Hans Brechbühler, dem Architekten der Berner Gewerbeschule, und andere grosse Vorbilder der «Neuen Sachlichkeit» der Architektur wie Otto Rudolf Salvisberg und der grosse Le Corbusier hatten ihre Denkweise geprägt. Knappe Finanzen zwangen die Planer, sparsam mit dem verfügbaren Platz umzugehen, und so entstand die beispielhafte «Siedlung Halen». Schon zur Bauzeit von vielen Neugierigen bestaunt, besuchen noch heute Architekturtouristen aus aller Welt das neuzeitliche Baudenkmal.

## Beschreibung

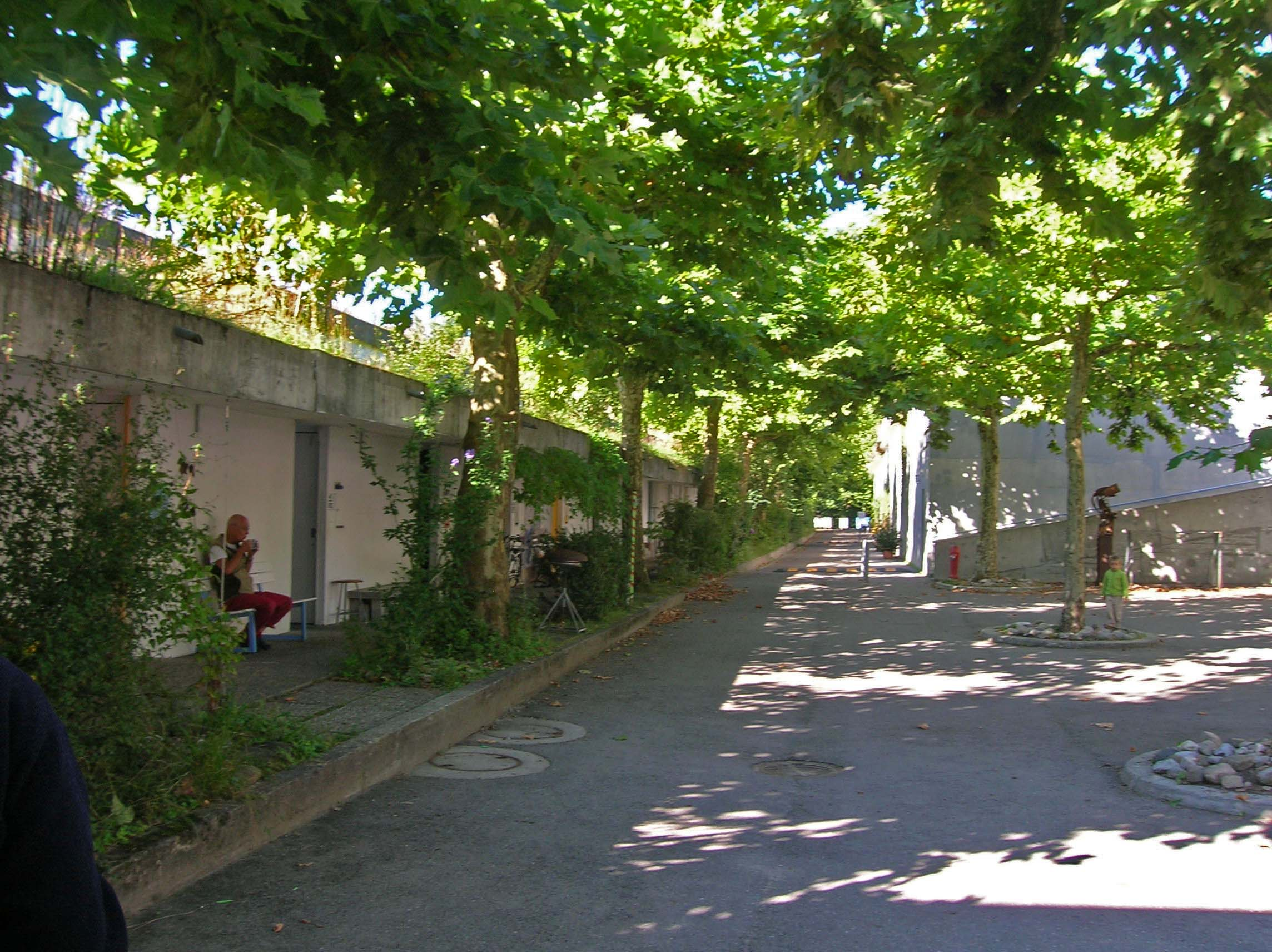
Dorfplatz

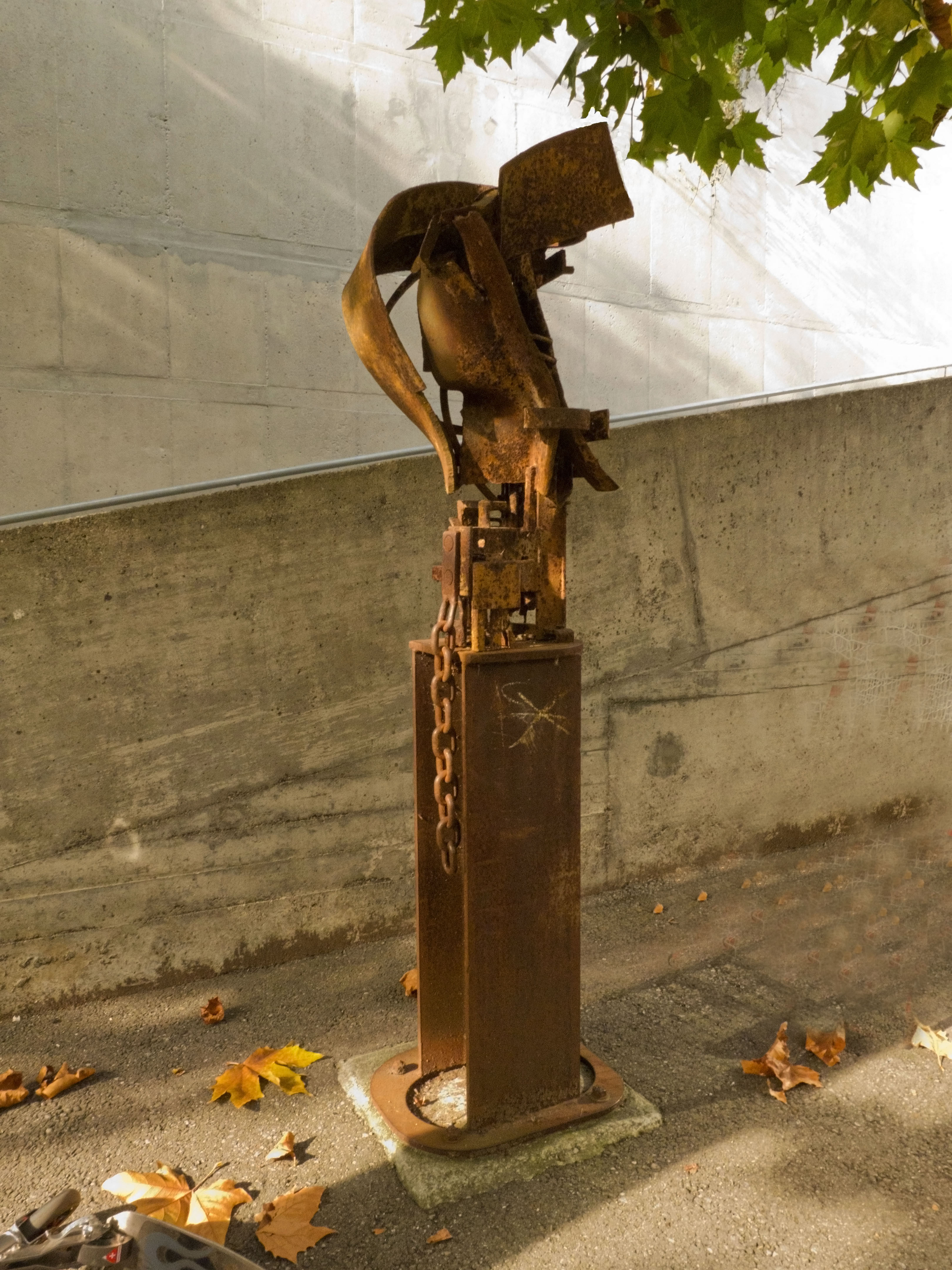
«Halegeist» von Bernhard Luginbühl

Dank der ausserhalb der Siedlung gebauten Einfahrt zur Einstellhalle mit eigener Tankstelle sind die Wege autofrei. Am Dorfplatz mit dem Lebensmittelladen und den Gemeinschaftsräumen treffen sich die Siedlungsbewohner unter schattenspendenden Platanen. Dort ist auch die lange verschollene Plastik «Halegeist» von Bernhard Luginbühl aufgestellt. Weiter oberhalb am Waldrand befinden sich ein Sportplatz und ein Schwimmbad. Die Heizungsanlage fällt auf durch ihren hohen Kamin, und zentral sind Waschküchen und Trockenräume zu gemeinschaftlichem Gebrauch eingerichtet. An den öffentlichen, durch Laubengänge erschlossenen Zugangswegen gruppieren sich eng die einzelnen Wohneinheiten in dreifach übereinander terrassierten Reihen.
Die Häuser sind in der Schottenbauweise erstellt. Das ermöglicht eine freie Einteilung der Innenräume. Tragende Zwischenwände werden nicht benötigt. Jedes Haus hat zur nördlichen Eingangsseite einen bei Bedarf abschliessbaren Vorgarten (Patio) und öffnet sich mit grossen Fensterfronten nach Süden. Die angrenzenden Gärten sind mit Sichtschutzmauern gegen die Nachbarn abgetrennt.
Es bestehen zwei Haustypen mit 4 oder 5 Metern Breite, bzw. 3,80 m und 4,80 m Innenmass. Die Innentreppen als freitragende Stahlkonstruktionen verbinden das Erdgeschoss mit dem Garten- und dem Obergeschoss.
Das Gartengeschoss ist aussen durch eine Fertig-Betontreppe mit versetzten Tritten auf halber Grundfläche («Sambatreppe») erschlossen. Die Wände und Decken wurden anfangs in rohem Sichtbeton belassen.
Die Böden im Halb-Aussenbereich sind vorwiegend in Waschbeton ausgeführt. Für den Wohnbereich wurde kostensparend ein speziell entwickeltes Eichen-Würfelmosaikparkett verwendet, in den Zimmern Linoleum und in den Nassbereichen Vinylasbestplatten verlegt. Einfache Küchen und Bäder sind wie die Treppen in der Hausmitte angeordnet.
Den Innenbereich können die Bewohner dem persönlich bevorzugten Stil anpassen, und so entstanden die unterschiedlichsten Wohnungen. Die beschränkt verfügbare Wohnfläche zwingt allerdings zur strengen Auslese der nötigen Einrichtung und ist auch Auslöser für die Wohnphilosophie der Halensiedlung.

## Baugeschichte
Im Jahr 1955 erwarb die Architektengemeinschaft das Grundstück. Die hindernisreiche Finanzierung gelang mit Hilfe des im Siedlungsbau erfahrenen Unternehmers Ernst Göhner. Bei der Planung nach dem Vorbild der Berner Altstadt und Entwürfen für «La Sainte-Baume und Roq und Rob» von Le Corbusier halfen auch die Erkenntnisse vom Bau der Häuser Flamatt 1. Die Baugenehmigung wurde 1956 erteilt und das Bauvorhaben nach vier Jahren Bauzeit beendet. Weil vorgefertigte Elemente von den wenigen Schweizer Anbietern nicht zu tragbaren Preisen erhältlich waren, wurden entgegen ursprünglicher Absicht die Aussenmauern mit «Durisol»-Mauersteinen, die Trenn- und Brandmauern mit Backsteinen, die Sockel, Decken und Sonnenblenden dagegen mit Ortbeton ausgeführt. Nur die Brüstungsgitter und die Aussentreppen konnten als Beton-Fertigteile eingebaut werden.

## Werbung und Verkauf
Die Beratung der Interessierten und den Verkauf der Häuser besorgten die Architekten selbst. Damals eine Neuheit: Die Käufer wurden Miteigentümer an den Gemeinschaftsanlagen. Zur Ausstattung des ersten Musterhauses waren namhafte Designer und Möbelhersteller eingeladen. Es zeigte sich aber, dass diese Einrichtung dem eigentlichen Bestreben (dem Verkauf der Häuser) zuwiderlief, und so wurde sie durch Umrissprofile ersetzt. Das von Bernhard Luginbühl zur Verfügung gestellte Kunstwerk hat man ebenfalls entfernt und auf seinen Wunsch dann in der Umgebung «verlocht». Die letzte Wohneinheit wurde 1963 verkauft.

## Die Bewohner
Zuerst bezogen die Architekten selbst und mit ihnen modern denkende Künstler, Akademiker und aufgeschlossene junge Familien die neue Siedlung, die meisten blieben ihr Leben lang dort. Einige bekannte Persönlichkeiten haben ihren Wohn- und Arbeitsplatz in der Halen, darunter auch der Designer und Künstler Hans Eichenberger, der die Einrichtung der Gemeinschaftsräume gestaltete und dessen Entwürfe den Wohnstil in der Halensiedlung mitgeprägt haben.

## Halensiedlung heute
Die Siedlung Halen wurde als mehrteiliges Objekt ins Schweizerische Inventar der Kulturgüter von nationaler Bedeutung sowie ins Inventar der schützenswerten Ortsbilder der Schweiz aufgenommen.
50 Jahre und zwei Generationen nach dem Bau bewohnen bereits die Enkelkinder der Pioniere die in die Jahre gekommenen Häuser. Ihnen wird die Aufgabe zustehen, die dringend nötige Optimierung der Heizungsanlage wegen des hohen Ölverbrauchs anzugehen. Ausserdem dringend nötig sind die Erneuerung der Isolationen sowie die Gesamtsanierung der Flachdächer und Fassaden mit dem Schutz der Betonarmierung. Einiges wurde durch Einzelaktionen notfallmässig behoben, aber um wirtschaftlich zu bauen, braucht es gemeinschaftliches Planen und Handeln.